# Dörrmorsbach (Morsbach)
Der Dörrmorsbach ist ein rechter Zufluss des Morsbachs im Landkreis Aschaffenburg im bayerischen Spessart.

## Geographie

### Verlauf
Der Dörrmorsbach entspringt in Dörrmorsbach aus mehreren Quellen. Er fließt in nördliche Richtung und mündet an den Sportplätzen südwestlich von Straßbessenbach in den Morsbach.

### Flusssystem Aschaff
- Liste der Fließgewässer im Flusssystem Aschaff

## Einzelnachweise

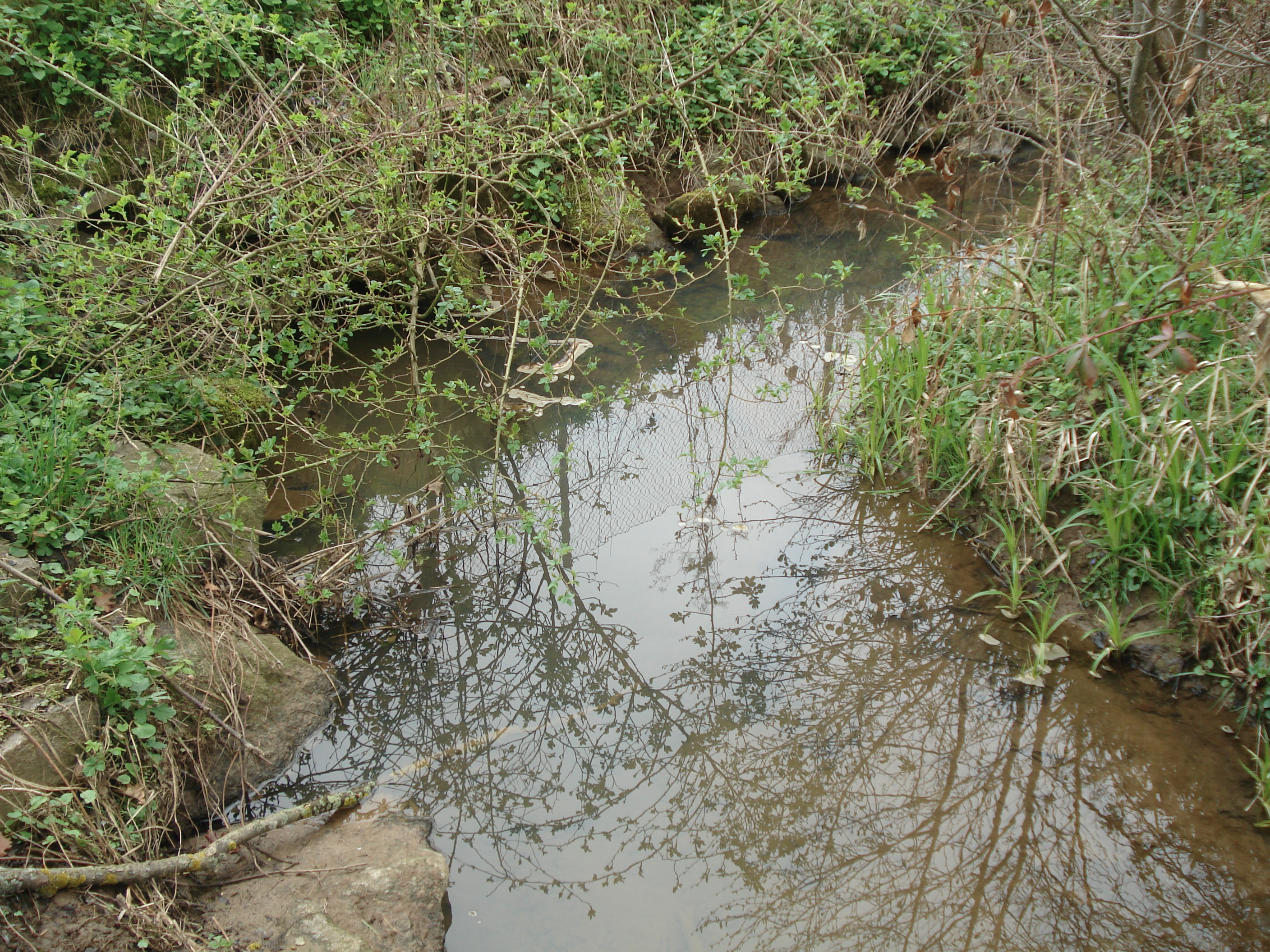
Der Dörrmorsbach (Rohr hinten links) mündet in den Morsbach (v. hinten rechts n. vorne)